# Беспалова, Елена Андреевна
Елена Андреевна Беспалова (1923 — 2000) — оператор связи, Герой Социалистического Труда (1977).

## Биография
Елена Андреевна Беспалова родилась 21 марта 1923 года в деревне Решково (ныне — урочище в Ельнинском районе Смоленской области). Окончила семь классов школы. В 1941 году была призвана на службу в Рабоче-крестьянскую Красную армию, участвовала в боях на фронтах Великой Отечественной войны.
После окончания войны была демобилизована. С 1947 года работала на Московском городском почтамте в качестве оператора связи.
Указом Президиума Верховного Совета СССР от 13 мая 1977 года за «выдающиеся успехи, достигнутые в выполнении плановых заданий на 1976 год и принятых социалистических обязательств» Елена Андреевна Беспалова была удостоена высокого звания Героя Социалистического Труда с вручением ордена Ленина и золотой медали «Серп и Молот».
В 1983 году Беспалова вышла на пенсию, получила статус персонального пенсионера союзного значения. Проживала в Москве. Умерла 13 апреля 2000 года. Похоронена в Москве на Домодедовском кладбище.
Мастер связи. Была также награждена орденом Отечественной войны 2-й степени и рядом медалей.